# 引揚者

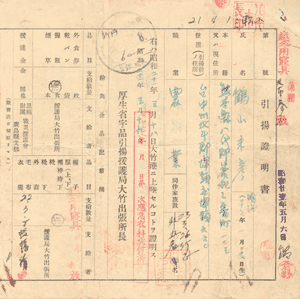
引揚証明書

引揚者（ひきあげしゃ）とは、1945年（昭和20年）8月15日に日本が第二次世界大戦で連合国に降伏したことを受け、日本の外地・占領地または内地のソ連軍被占領地に居住ないし移住していた民間の日本人のうち、日本の本土（内地）へ帰還（引き揚げ）した者を指す。「引揚者」に該当する者の範囲は引揚者給付金等支給法（第2条第1項）や引揚者等に対する特別交付金の支給に関する法律（第2条第1項）によって規定され、「引揚者」に認定された者はこれら法律に基づく給付行政の対象とされた。
敗戦時点で海外に在住する日本人は軍人・民間人の総計で660万人以上に上り、引揚げした日本人は1946年末までに500万人にのぼった。だが、残留日本人の詳細な数や実態については現在も不明である。
厚生省によれば、1976年末時点での軍人・軍属と邦人をあわせた引揚者の総数は、6,290,702人である。

## 米軍占領下地域

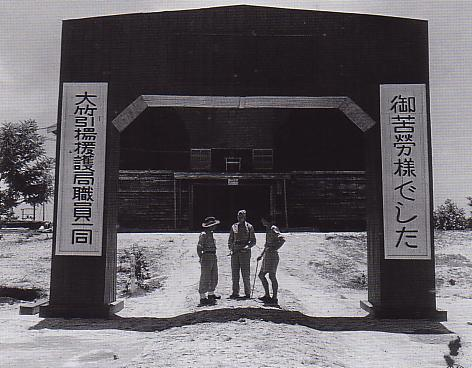
大竹引揚援護局

GHQ/SCAPのダグラス・マッカーサー総司令官は人道的立場から引き揚げを早期に終了させるつもりでおり、GHQ指令で厚生省が引揚援護庁を設置し、行政事務を行った。1945年11月24日、厚生省は佐世保、博多、鹿児島、唐津、仙崎、宇品、舞鶴、田辺、名古屋、浦賀、函館の11カ所に地方引揚援護局を設置するよう告示した。東南アジア、台湾、中国、朝鮮半島南部（北緯38度線以南）などからの引き揚げは、ソ連軍占領下地域の満洲・朝鮮北部(北緯38度線以北)などと比較するとスムーズであり、1946年には9割以上達成された。また在外父兄救出学生同盟は朝鮮に渡航し、金日成に直訴した。
1948年には引揚者団体全国連合会が発足した。引揚者や復員者の就労のために戦後開拓事業がなされた。
持込制限
GHQは外地からの内地への資産持ち込みによるインフレーションを懸念し、引揚者が持ち込んだ通貨、証券類の多くを税関などで預託させる持込制限措置を行った。税関は1953年より預託品の返還を行っているが、50年以上経った現在でも持ち主が現れない現金、証券類が保管されている。

### 沖縄
アメリカ軍の軍政下に置かれた沖縄への正式な引き揚げ事業は本土よりも後れて1946年に開始されたが、それ以前に民間船による密航で自力帰国した者が多い。1945年（昭和20年）11月1日、台湾疎開から沖縄行きの引き揚げ船が遭難して約100人が死亡する栄丸遭難事件が発生した。

## ソ連軍占領下地域
1945年（昭和20年）8月9日から樺太、満洲、朝鮮半島へのソ連侵攻がはじまり、1945年8月15日のポツダム宣言受諾により日本軍が武装解除した終戦の日以後もソ連軍は進攻を続けた。

### 樺太
日本のポツダム宣言受諾後も樺太では戦闘が続き、樺太庁は高齢者・年少者を優先して日本本土に引揚させていた。8月22日に樺太からの引揚船小笠原丸、第二号新興丸、泰東丸などが北海道留萌沖で国籍不明の潜水艦に攻撃され沈没、1700名以上が死亡する三船殉難事件が発生した。国籍不明の潜水艦はのちにソ連軍のL-19、L-12でほぼ間違いないことが判明している。なおソ連軍の潜水艦のうちL-19も原因不明だが沈没している。

### 満洲、朝鮮北部

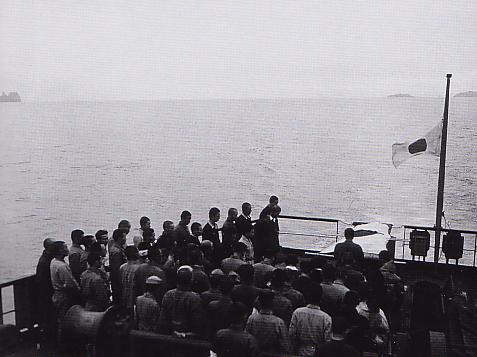
祖国（内地）を目前に斃れた引揚者の葬儀

満洲や朝鮮半島の北緯38度線以北などソ連軍占領下の地域では引き揚げが遅れ、満洲からの引揚は、ソ連から中華民国の占領下になってから行われた。日本から多数の入植者が送られていた満洲においては混乱の中帰国の途に着いた開拓者らの旅路は現地住民らの敵意にさらされたり、困難を極め、食糧事情や衛生面、治安の著しい悪化、また、1945年中は日本本土での食糧不足を懸念する日本政府の意向や1946年半ばからは中国国共内戦の激化等もあって、帰国に到らなかった者や祖国の土を踏むことなく力尽きた者も多数いる。
朝鮮半島の北緯38度線以北にいた日本人は、引揚事業の費用負担をソ連のどの省が負うのか責任の先送りの間に栄養失調や飢えや病気で約5万人以上が死亡した。また、米ソ冷戦の顕在化のあおりで北緯38度線で交通が封鎖されるといったこともあった。しかし、20万人が自力で北緯38度線を越え釜山経由で日本へ帰国した。

#### 日本人住民への略奪・強姦・虐殺行為
ソ連軍占領下の地域では、ソ連兵や中国共産党軍、朝鮮人民義勇軍や朝鮮保安隊、および暴徒化した現地在住の満州人、漢人、朝鮮人による日本人住民への暴虐行為や拉致があった。
元衆議院議員の米田建三は、雑誌『正論』で婦女子の強姦は有史以来、戦争には付き物とされるも、先の大戦での満洲・朝鮮における日本人婦女子の強姦は度を越して凄まじいものであったと主張。朝鮮人・朝鮮保安隊のレイプは残虐を極め、強姦・婦人の要求は「報い」として甘受できる被害とはとうてい言えるものではなく、ベルリン等ドイツ全土では200万人のドイツ女性がレイプされたと推定されるが、朝鮮人、朝鮮人の保安隊に犯される様はベルリン同様と述べている。
ここまで日本人が憎まれたのは、日本人が単に事実上の占領者であったというだけでなく、満州進攻以来の多くの一般住民も巻添えにした過酷なゲリラ討伐、労務者狩りと多くの死亡者を出したタコ部屋労働、日本人開拓団のための不当な廉価での現地住民土地の取上げ、日本軍の麻薬売買による収入体制の構築、一部に伝えられる日本人軍人・武装開拓団員らによる現地住民らに対する強姦・略奪行為、太平洋戦争の戦況悪化により物資とりわけ繊維・衣類等が不足し貧困層は衣服すら購入できなくなったこと等が挙げられる。
ソ連兵は規律が緩く、占領地で強姦・殺傷・略奪行為を繰り返したため、戦後の日本において対ソ感情を悪化させる一因となった。朝鮮人も朝鮮半島でソ連兵と同様の行為をおこなったと言われており、妊娠した引揚者の女性を治療した二日市保養所の記録では、相手の男性は朝鮮人28人、ソ連人8人、中国人6人、アメリカ人3人、台湾人・フィリピン人各1人となっている（ただし、これらは”不法妊娠"とされていて、当時の不法妊娠は広く婚外子全てを含むものであり、全てが強姦とは限らない。また、根こそぎ動員等で夫と離れていた女性らが引揚中に同行の日本人男性と事実婚状態になった場合にはそれを隠さねばならなかったというケースも多いとみられる。）。夫の前でソ連兵にレイプされ、青酸カリで自殺した婦人もいた。興南の日本人収容所ではソ連兵が「マダム、ダワイ！（女を出せ）」とわめき、女性を発見すると暴行した。日本人女性は暴行されないように短髪にしたり男装や顔に墨を塗った。
また一部の満蒙開拓団では、未婚女性らを性接待係としてソ連兵に差し出すことで、ソ連への庇護を求めた。
また、中国共産党軍と朝鮮人民義勇軍は在留日本人に資産接収や強制的な労務奉仕を課したため、国民党と結んで資産保全を図ろうとする者もいて、1946年2月3日の通化事件のような蜂起とその後の日本人虐殺などが起きた。引揚列車に乗車後、乗り込んできた中国共産党軍によって拉致された婦女子もいた。

### シベリア抑留
ソ連占領地からの引き揚げの遅れは、ソ連が日本人捕虜をシベリア開発に利用しようとしていたこと、満洲地区が国共内戦で政情不安定だったということ、などが影響したと見られている。関東軍の軍人とともに民間人の一部もシベリア抑留の対象となり、強制労働に従事させられた。

#### 在満朝鮮人の引揚げ
1945年6月時点で在満朝鮮人人口は2,163,115人とされ、また実際には230万人いたともいわれる。終戦後、在満朝鮮人は引き揚げを開始し、1946年まで714,842人が、1947年までには80万人以上が朝鮮へ帰還した。
終戦前に引揚げた朝鮮人もおり、その引揚げの理由について国民党の袁常恩は「ある韓僑(朝鮮人)は一貫して悪い行為をして国人（中国人）の報復を恐れ、ある韓僑は資産がかなりあって治安の未回復を心配し、ことに祖国の光復を憧憬」したためと述べている。
土匪による襲撃
満洲の土匪は1945年11月に国民党軍が同地へ進出して以降、1946年5月にソ連軍が撤収するまで「朝鮮人は日本鬼子の共犯」として虐殺を行った。
1945年8月22日、大連付近の村では日本人とともに朝鮮人も襲撃され、1945年11月には汪清県羅子溝でも朝鮮人が虐殺された。
国共内戦
国共内戦が再開すると1946年、長春を占領した中国共産党東北局および朝鮮人部隊(東北民主連軍吉遼軍区第一旅団第一団、兵力2000)と国民党軍が戦闘、中共軍は撤退すると、1946年5月23日に長春で朝鮮人兵士らが虐殺された。
1946年5月にソ連軍が撤収を開始すると、東安(現黒竜江省密山市)の郭興典土匪部隊は5月14日、東鮮、東明、東興の朝鮮人村を殲滅させ、5月26日には東安城で「朝鮮人の種を無くす」といいながら数百人の朝鮮人が大量虐殺された。北満洲の牡丹江の朝鮮人村オハリムでは朝鮮人は「二等公民」として全滅させられた。5月28日には吉林省で国民党軍が「高麗人は皆共産党で八路軍」であるとして朝鮮人に強制労働を強いたり婦女暴行を行った。
1946年12月に中共軍の周保中は「延辺朝鮮民族問題」という演説で「中国人は三等国民だったから、解放当時、一般的に報復心理が存在した」と述べた。
残留朝鮮人
中国共産党は1946年から1948年にかけて在満朝鮮人を満洲に定着させるために帰農運動を展開し、土地配分などを行い、残留した朝鮮人も多く、また朝鮮人日本兵として出征していた子の帰還を待つため残留した朝鮮人もいた。1951年時点で中国朝鮮族は1,068,839人となった。
在満台湾人
また、満洲国政府には多くの台湾人が官吏として採用されていたため（新京市長は台湾人）彼らの台湾引き揚げも問題となったが、そのことは日本では殆ど語られていない。

## 中国国民党政権による送還
中国国民党は1946年5月から日本人送還を開始した。
1946年12月には米軍と国民党によって在満朝鮮人2483人が南朝鮮に帰還した。
中国からの引揚げは1953年3月23日に再開され、「興安丸」「高砂丸」が3,968人を乗せて舞鶴に入港した。

## 台湾からの引揚
終戦時における在台湾日本人は、軍人が16万6000人あまりを含めて48万8000人あまりであった。国民党政権は「台湾官兵善後連絡部」を設け、安藤総督が部長、須田農商務局長が副部長に任命された。実際の業務は副部長があたった。引揚は軍人から始められ1946年2月に完了した。一般人については、日本国内における食糧難をはじめとする混乱を恐れたこと、台湾の生活になじんでいること、台湾人からの報復もなかったことから、約20万人が台湾にとどまることを希望した。しかし、国民党政権は、インフレ等の社会問題の発生もあり、大量の日本人が台湾に残留することを望まなかった。一般人の引揚は1946年4月20日に完了した。引揚者一人あたり現金1000円、途中の食糧、リュックサック2つ分の必需品の持ち出しのみ許された。台湾からの引揚者は46万人弱であった。国民党政権が必要だとして2万2000人弱の技術者や教師が「抑留者」として一時台湾に残された。

## 引揚者が上陸した主な港
- 小樽港
- 函館港（311,452人）
- 舞鶴港（664,531人）
- 浦賀港（約50万人）
- 名古屋港（259,589人）
- 敦賀港
- 文里港（和歌山県田辺）（220,332人）
- 宇品港（169,026人）
- 大竹港（410,783人）
- 仙崎港（山口県長門市）（413,961人）
- 下関港
- 門司港
- 博多港（1,392,429人）
- 浦頭港（南風崎駅）（1,396,468人）
- 鹿児島港（360,924人）

## 引揚者住宅
国は、1946年（昭和21年）から1954年（昭和29年）にかけて、全国各地に引揚者用の住宅として約7万9000戸を建設、または旧軍関連宿舎などから転用した。その後、引揚者住宅は居住者に払い下げられたり、地方公共団体の所有、管理となった。
1946年（昭和21年）から始まった昭和天皇の戦後巡幸では、戦災者を含む引揚者向けの住宅、授産施設なども視察先の一つに加えられるようになった。

### 21世紀まで残った引揚者住宅
2012年以降、関西地区で自治体が管理する最後の引揚者住宅をめぐり、住民の退去を望む貝塚市と住み続けたい意向を持つ住民との間の軋轢が表面化。最終的に貝塚市は訴訟を通じて明け渡しを求めた。2020年（令和2年）10月30日、大阪地方裁判所は住民に対し、建物の明け渡しを命じた。

## 影響
引揚事業が一段落してからは在外財産補償問題がおこった。

### 中国残留日本人
また戦後60年を超えた現在に至っても、中国大陸で親子生き別れ・死に別れとなった中国残留日本人孤児などの問題を残している。

### 食文化
中華料理
引揚者達がもたらしたとされる食文化にはシナそば屋（ラーメン）店・ラーメン屋台・餃子屋（主に焼き餃子）がある。それまで中華料理屋といえば、本格的な高級中華料理店、しかも広東・四川・北京・上海のものが主流であり、中国東北部地方の料理はあまり知られていなかった。関東地方ではタンメンが定着、北海道空知地方では含多湯（ガタタン）が定着した（いずれも全国区化は果たしていない）。福岡県では朝鮮半島からの引揚者によって辛子明太子が定着した（現在は全国区）。
ロシア料理
ピロシキ・ボルシチなどロシア料理ももたらされた。なお、日本のピロシキに春雨が入っているのは中国東北部の影響。

## 引揚者だった著名人
ここでは五十音順に一部のみ示す。「関連する作品」節などで登場した人物は除外した。
- 赤木春恵
- 赤塚不二夫
- 朝比奈隆
- 有馬稲子
- 石津謙介
- 岩見隆夫
- 大藪春彦
- 小澤征爾
- 加藤登紀子
- 北見けんいち
- 草野仁
- 雲野かよ子
- 古城都
- 5代目古今亭志ん生
- こまどり姉妹
- 近藤洋介
- 櫻井よしこ
- 貞永方久
- 佐保美代子
- 澤蘭子
- ジェームス三木
- 大鵬幸喜
- 高野悦子
- 宝田明
- ちばてつや
- 橋田壽賀子
- 板東英二
- 広河隆一
- 本田靖春
- 松島トモ子
- 水野晴郎
- 南風洋子
- 森繁久彌
- 山田洋次
- 冬柴鐵三（公明党元国会議員）
- 木暮実千代（女優）
- 辻村ジュサブロー（人形作家）

## 記念館・資料館
- 昭和館
- 平和祈念展示資料館
- 舞鶴引揚記念館
- 福岡市「引揚港・博多」
- 浦頭引揚記念資料館

## 関連する作品
体験記、小説
- 「流れる星は生きている」 - 藤原ていの1949年の自伝小説。藤原ていが3人の子供を抱えて、夫・新田次郎と離れ離れになりながらも日本に引き揚げるまでのいきさつを綴り、後に映画・テレビドラマにもなった。当時新田は満洲の気象台の職員であり、引き揚げ後は気象庁に帰属。富士山レーダー設置に関わり、退職後妻の後を追い小説家に転身した。
- 「卡子（チャーズ） 出口なき大地　1948年満州の夜と霧」 - 遠藤誉作。1984年、読売新聞社。
- 武蔵正道『アジアの曙―死線を越えて 』（自由社、2000年）

小説
- 「竹林はるか遠く-日本人少女ヨーコの戦争体験記（ヨーコ物語）」-  著者である日系米国人作家のヨーコ・カワシマ・ワトキンズ自身は、日本語版の「あとがき」で、あくまで自伝的小説に過ぎないとしている。1986年にアメリカで出版され、戦争の悲惨さを訴える資料としてアメリカでは優良図書として中学校用の教材として多くの学校で使用されたこともあるが、ボストン、ニューヨークでは韓国系アメリカ人の運動家らがこの本には韓国人が日本人を虐殺したりレイプする描写があり、「誤った歴史認識を持ってしまう可能性」があるとして抗議、また、作者の経歴や内容の真偽に数々の疑問があり、真実とかけ離れた創作ではないかと、推薦図書から除外する運動が行われた。2005年に韓国でも『요코 이야기（ヨーコ物語）』として訳出されたが後に発売中止となった。日本語版はこれらの問題もあって永らく出版されていなかったが2013年、ハート出版より出版された。
- 『ペトロフ事件』 - 鮎川哲也の1949年の推理小説。
- 『アカシヤの大連』 - 清岡卓行の1969年の小説。外地の日本人社会を一種のディアスポラとして描いた。
- 『デラシネの旗』 - 五木寛之の1969年の小説。敗戦によりその社会を失ったことによる故国喪失感を描いた。
- 『砲撃のあとで』 - 三木卓の1973年の作品。満洲引き揚げを題材にした作品で、芥川賞受賞作
- 『お星さまのレール』 - 小林千登勢の平壌からの引き揚げ体験をもとに描いた児童文学、1984年。
- 『赤い月』 - なかにし礼の1999年から2000年にかけて発表された小説。引き揚げの過程で子供たちを守り抜いた母親をモデルにした。後に映画・テレビドラマ化

映画
- 「海角七号 君想う、国境の南」 台湾の監督の魏德盛の映画作品。2008年8月に公開された范逸臣と田中千絵主演の台湾映画。台湾歴代映画興行成績のランキングで2位になった。
- 湾生回家 - 台湾の映画。「故郷」台湾を訪れる湾生を描いたドキュメンタリー映画。

音楽
- 異国の丘 - 1948年の歌曲。1949年の映画。
- 岸壁の母 - 1954年の流行歌。1976年、映画化。
- 引揚者のうた - 井上陽水の歌。シングル「カナディアン・アコーディオン」B面に収録
- 流れる雲を追いかけて - （作詞・作曲 桑田佳祐 歌 サザンオールスターズ（メインボーカルは原由子）アルバムNUDE MANに収録。
- かしの樹の下で - （作詞・作曲 桑田佳祐 歌 サザンオールスターズ（桑田佳祐と原由子によるデュエット）アルバム綺麗に収録。
これらの二曲は、作者の桑田佳祐の父親・久司が満洲からの引揚者であったことも制作背景に影響している。久司は鹿児島県出水市出身であり、満蒙開拓移民として南満州鉄道に勤務したのち、引揚後は北九州に移り住み「複雑な知り合い」に世話になった時期を経て(桑田自身も本籍地が北九州市若松区(旧若松市)であった時期が存在することを公表している)、湘南の地方新聞の記者、茅ヶ崎の映画館(大黒館。後に茅ヶ崎国際劇場と改名)や小田原市の西洋料理店「grill KONOMI」の雇われ支配人、妻の昌子(桑田の母であり、久司とのバー経営の後に平塚市で割烹を経営し、1994年2月に60歳の若さで亡くなっている)と二人三脚でのバー経営と数々の職業を転々とし、晩年は病気で療養生活を送り、2004年3月6日に77歳で亡くなっている。桑田は久司から満洲での話や「品格とは真逆の、人間が究極の状態に追い込まれた時の様子」などの話をよく聞かされていたといい、「戦争なんて悲惨なことはもう二度とやるもんじゃないというのは、ともかく親父から刷り込まれました」と述べている。

映像
- TBSドキュメンタリー「引揚港・博多湾」「引揚港・水子のうた」1977年
- NHKスペシャル「引揚げはこうして実現した～旧満州・葫蘆島への道」2008年12月8日放送
- NHKスペシャル「知られざる脱出劇～北朝鮮・引き揚げの真実～」2013年8月12日放送
- NHK ETV特集「忘れられた引揚者～終戦直後・北朝鮮の日本人～」2013年12月14日放送
- NHK BS1スペシャル「満州　難民感染都市　知られざる悲劇／祖国への脱出」（2021年3月28日、NHK-BS）
- 湾生回家